# Franz Meyers
Pour les articles homonymes, voir Meyers.
Franz Meyers, né le 31 juillet 1908 à Mönchengladbach et décédé le 27 janvier 2002 à Mönchengladbach, est un homme politique allemand, membre de l'Union chrétienne-démocrate d'Allemagne (CDU).
Après avoir été brièvement bourgmestre de sa ville natale, il est nommé, en 1952, ministre de l'Intérieur du Land de Rhénanie-du-Nord-Westphalie, étant contraint à la démission quatre ans plus tard. En 1958, il remporte les élections régionales et devient alors ministre-président, mais il se voit renversé en 1966 par le vote d'une motion de censure constructive.

## Formation et carrière
Après le passage de son Abitur, il étudie le droit à Fribourg puis Cologne, où il obtient un doctorat en 1933. Il s'installe deux ans plus tard comme avocat à Mönchengladbach. En 1942, il est enrôlé dans la Wehrmacht, dont il atteindra le grade de capitaine, et sert jusqu'à la fin de la Seconde Guerre mondiale.

## Vie politique

### Maire puis ministre régional
Il adhère à l'Union chrétienne-démocrate d'Allemagne (CDU) en 1948, et est élu député au Landtag de Rhénanie-du-Nord-Westphalie deux ans plus tard. Devenu bourgmestre de Mönchengladbach en 1952, il démissionne au bout de quelques mois, à la suite de sa nomination au poste de ministre régional de l'Intérieur le 25 mai, dans la coalition gouvernementale du chrétien-démocrate Karl Arnold.
Il est contraint de démissionner le 20 février 1956, après l'adoption d'une motion de censure constructive grâce à une alliance des sociaux-démocrates et des libéraux. L'année suivante, il dirige la campagne de la CDU/CSU pour les élections fédérales, lors desquelles sa formation remporte la majorité absolue au Bundestag, fait unique dans l'histoire ouest-allemande puis allemande. Il est lui-même élu député fédéral.

### Ministre-président
Après la victoire de la CDU avec une majorité absolue aux élections régionales de 1958, il est choisi pour succéder à Karl Arnold, décédé le 29 juin, comme chef de file. Franz Meyers est ensuite investi ministre-président de Rhénanie-du-Nord-Westphalie le 21 juillet. Il s'oppose notamment à la volonté de Konrad Adenauer de mettre fin à la compétence des Länder en matière de radiodiffusion sans toutefois réussir à créer une chaîne de télévision privée au niveau régional. C'est en outre au cours de son mandat qu'est créée l'université de la Ruhr à Bochum.
En sa qualité de chef de gouvernement régional, il occupe de 1960 à 1961 la présidence tournante du Conseil fédéral.
L'année suivante, il ne remporte que 96 sièges et 46 % des voix. Il doit alors former une coalition noire-jaune avec le Parti libéral-démocrate (FDP) afin de se maintenir au pouvoir. Aux élections de 1966, sa coalition décroche 101 députés sur 200, les sociaux-démocrates obtenant les 99 restants. Réinvesti le 25 juillet, il subit le 1er décembre la démission des ministres FDP.

### Renversement
Il propose alors au SPD, conduit par Heinz Kühn, de constituer une grande coalition, qui préfère toutefois s'allier aux libéraux et le renverser le 7 décembre par une motion de censure constructive.

### Fin de carrière
Il continue de siéger au Landtag jusqu'à la fin de la législature, en 1970, puis se retire de la vie politique. Il est fait huit ans plus tard citoyen d'honneur de sa ville natale, dont il a retrouvé le poste de bourgmestre, par intérim, sur désignation du gouvernement régional, en 1975.